# J. Edward Lumbard
Joseph Edward Lumbard (* 18. August 1901 in New York City, New York; † 3. Juni 1999 in Fairfield, Connecticut) war ein US-amerikanischer Jurist, der unter anderem zwischen 1953 und 1955 Bundesanwalt für den südlichen Bezirk von New York (US Attorney for the Southern District of New York) sowie von 1959 bis 1971 Präsident des Berufungsgerichts der Vereinigten Staaten für den zweiten Gerichtsbezirk (Chief Judge of the US Court of Appeals for the Second Circuit) war.

## Leben
Joseph Edward Lumbard absolvierte nach dem Schulbesuch ein grundständiges Studium am Harvard College, welches er 1922 mit einem Bachelor of Arts (A.B.) beendete. Ein darauf folgendes Studium der Rechtswissenschaften an der School of Law der Fordham University sowie der Harvard Law School schloss er 1925 mit einem Bachelor of Laws (LL.B.) ab und war im Anschluss zwischen 1925 und 1927 stellvertretender Bundesanwalt für den südlichen Bezirk von New York. Nachdem er von 1928 bis 1929 erstmals als Sonderassistent des Generalstaatsanwalts des Bundesstaates New York fungierte, war er zwischen 1929 und 1931 als Rechtsanwalt in New York City tätig. Daneben war er 1930 erneut Sonderassistent des Generalstaatsanwalts des Bundesstaates New York und bekleidete im Anschluss von 1931 bis 1933 abermals den Posten als stellvertretender Bundesanwalt für den südlichen Bezirk von New York und war während dieser Zeit zugleich Leiter der dortigen Kriminalabteilung. Daraufhin arbeitete er zwischen 1934 und 1953 wieder als Rechtsanwalt und Partner der Anwaltskanzlei „Donovan, Leisure, Newton & Irvine“ in New York City, war aber 1936 und 1942 auch erneut Sonderassistent des Generalstaatsanwalts des Bundesstaates New York sowie 1947 kurzzeitig Richter am New York Supreme Court, dem Obersten Gerichtshofes des Bundesstaates New York.
Als Nachfolger von Myles Lane wurde Lumbard, der Mitglied der Republikanischen Partei war, am 1. April 1953 Bundesanwalt für den südlichen Bezirk von New York (US Attorney for the Southern District of New York) und behielt diese Funktion bis zum 11. Juli 1955, woraufhin Lloyd Francis MacMahon diesen Posten kommissarisch übernahm, ehe Paul W. Williams am 1. September 1955 neuer Bundesanwalt wurde.
Am 13. Mai 1955 wurde J. Edward Lumbard durch US-Präsident Dwight D. Eisenhower für den vakanten Sitz des Richters John Marshall Harlan II als Bundesrichter für das Berufungsgericht des zweiten Gerichtsbezirks nominiert. Nach der Zustimmung des US-Senats am 11. Juli 1955 trat er dieses Amt offiziell am 12. Juli 1955 an. Als Nachfolger von Charles Edward Clark übernahm er 1959 auch das Amt als Präsident des Berufungsgerichts der Vereinigten Staaten für den zweiten Gerichtsbezirk (Chief Judge of the US Court of Appeals for the Second Circuit) und bekleidete dieses bis 1971, woraufhin Henry Friendly ihn ablöste. In dieser Funktion war er von 1960 bis 1971 auch Mitglied der US-Justizkonferenz (Judicial Conference of the United States), ein 1922 eingerichtetes Gremium, das vom Obersten Richter der Vereinigten Staaten (Chief Justice of the United States) geleitet wird und aus dem Obersten Richter, dem Vorsitzenden Richter jedes Bundesberufungsgerichtsbezirks sowie einem Bezirksrichter aus verschiedenen Bundesgerichtsbezirken besteht. Am 20. Juli 1971 schied er aus dem aktiven Richterdienst und wurde daraufhin Senior Judge, während William Hughes Mulligan zum neuen Bundesrichter für das Berufungsgericht des zweiten Gerichtsbezirks berufen wurde.